# Беклемішева Ірина Михайлівна
Іри́на Миха́йлівна Беклемі́шева (20 квітня 1903, Ніжин — 18 березня 1988, Київ) — українська художниця школи Михайла Бойчука та Федора Кричевського; член Асоціації революційного мистецтва України у 1926—1927 роках, Об'єднання сучасних митців України у 1928 році та Спілки радянських художників України з 1938 року. Заслужений діяч мистецтв України з 1964 року.

## Життєпис
Народилася 20 квітня 1903 року в місті Ніжині (нині Чернігівська область, Україна). 
Вже восени 1921 року вісімнадцятирічна художниця виставлялася від майстерні проф. Федора Кричевського на другій осінній виставці Української Академії Мистецтв у Києві, про що згадано у рецензії часопису  "Шляхи мистецтва":
"Гарна потім того Беклемишева в своїх пейзажах-етюдах. Її соковиті мазки на зразок Едуарда Мане дають справжню симфонію листя і сонця, сміливу, але разом із тим по-жіночому ніжну. Шкода тільки, що художниця надуживає чорною фарбою..." (Шляхи мистецтва, ч. 1, с. 77).
Зрештою, в рік голоду 1921-го чорна фарба не дивує.
Протягом 1923—1927 років навчалася у Київському художньому інституті, де її викладачами були Федір Кричевський, Михайло Бойчук, Лев Крамаренко, Микола Бурачек. Дипломна робота — картина «Праля». Упродовж 1936—1941 років викладала в ньому.
З 1946 жила й працювала в Чернівцях. Мешкала у будинку на вулиці Гвардійській, № 7, квартира № 4. Померла в Києві (за іншими даними в Чернівцях) 18 березня 1988 року.

## Творчість

«Кам'янець-Подільська фортеця».

Працювала в галузі станкового живопису, переважно в жанрі пейзажу. Відтворювала природу Буковини, Поділля, Криму, Черкащини, Київщини. Починала з тематичного живопису, дотримуючись канонів реалізму. У подальшому творчий метод художниці ґрунтується на імпресіоністських ідеях і пленерних засадах. Серед творів:
- «Праля» (1927);
- «Безробітні на Заході» (1931);
- «Збір овочів» (1935);
- «Перше Травня» (1937);
- «Сутінки» (1945, Харківський художній музей);
- «Натюрморт» (1945, Харківський художній музей);
- серія «Пейзажі Буковини» (1945—1968);
- «На Дністрі» (1948);
- «Осінь» (1948);
- «Лісосплав» (1950);
- «Колгоспне стадо» (1951);
- «Квітуча яблуня» (1952);
- «Сплав» (1957);
- «Весна на Буковині» (1958);
- «Біля печери Довбуша» (1959);
- «У саду над морем» (1959);
- «Новий будинок» (1961, Кіровоградський краєзнавчий музей);
- «На партизанській землі» (1963);
- «Червоні буки» (1963);
- «Весняні води» (1963);
- «З Канівських круч» (1964);
- «Гірська річка» (1965);
- «Хотинська фортеця» (1966);
- «Хотин. Стежки історії» (1967, полотно, олія);
- «Зачароване озеро» (1967, олія, мастихін);
- «Карпатська весна» (1968);
- «Башта Кармелюка» (1968);
- «Біля Хотинської фортеці» (1968);
- «Гірський гомін» (1969, полотно, олія);
- «Сині Карпати» (1969);
- «Травень на Буковині» (1970);
- «Кам'янець-Подільська фортеця» (1970, полотно, олія);
- «Черемош» (1975);

Від 1927 брала участь у республіканських виставках, з 1957 року — у всесоюзних. Персональні виставки відбулися у Чернівцях у 1958, 1970, 1971, 1993 роках, Києві у 1959 році. 
Крім згаданих музеїв, твори зберігаються в Національному художньому музеї України, Чернівецькому художньому музеї.